# Chenôve
Chenôve är en kommun i departementet Côte-d'Or i regionen Bourgogne-Franche-Comté i östra Frankrike. Kommunen ligger i kantonerna Dijon-4 och Chenôve. Kommunen är chef-lieu för kantonen Chenôve. Båda kantonerna tillhör arrondissementet Dijon. År 2022 hade Chenôve 14 299 invånare.

## Befolkningsutveckling
Antalet invånare i kommunen Chenôve
Referens:INSEE